# Liste der Kulturdenkmäler im Vogelsbergkreis

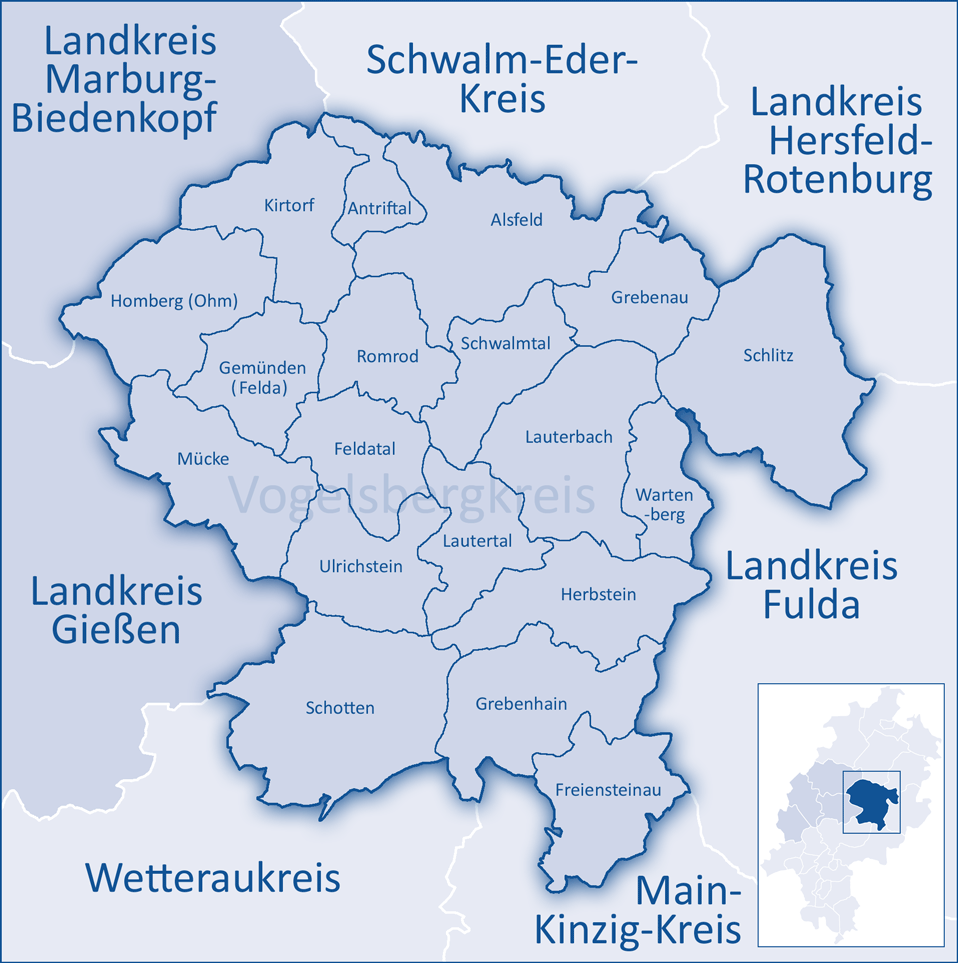
Kommunen im Vogelsbergkreis

Die Liste der Kulturdenkmäler im Vogelsbergkreis enthält die Kulturdenkmäler im Vogelsbergkreis. Rechtsgrundlage für den Denkmalschutz ist das Denkmalschutzgesetz in Hessen.
Sie lässt sich nach den kreisangehörigen Kommunen gliedern:
- Liste der Kulturdenkmäler in Alsfeld
- Liste der Kulturdenkmäler in Antrifttal
- Liste der Kulturdenkmäler in Feldatal
- Liste der Kulturdenkmäler in Freiensteinau
- Liste der Kulturdenkmäler in Grebenau
- Liste der Kulturdenkmäler in Grebenhain
- Liste der Kulturdenkmäler in Herbstein
- Liste der Kulturdenkmäler in Homberg (Ohm)
- Liste der Kulturdenkmäler in Kirtorf
- Liste der Kulturdenkmäler in Lauterbach
- Liste der Kulturdenkmäler in Lautertal
- Liste der Kulturdenkmäler in Mücke
- Liste der Kulturdenkmäler in Romrod
- Liste der Kulturdenkmäler in Schlitz
- Liste der Kulturdenkmäler in Schotten
- Liste der Kulturdenkmäler in Schwalmtal
- Liste der Kulturdenkmäler in Ulrichstein
- Liste der Kulturdenkmäler in Wartenberg